# V844 Геркулеса
V844 Геркулеса (лат. V844 Herculis) — карликовая новая*, двойная катаклизмическая переменная звезда типа U Близнецов (UG) или катаклизмическая переменная звезда типа SU Большой Медведицы (UGSU)* в созвездии Геркулеса на расстоянии приблизительно 958 световых лет (около 294 парсек) от Солнца. Видимая звёздная величина звезды — от +17,5m до +12,5m. Орбитальный период — около 0,05465 суток (1,3117 часа).
Открыта Сергеем Валентиновичем Антипиным в 1996 году**.

## Характеристики
Первый компонент — аккрецирующий белый карлик. Масса — около 0,46 солнечной. Эффективная температура — около 14850 K.
Второй компонент — красный карлик спектрального класса M. Масса — около 0,05 солнечной.